# Férfi lólengésgyakorlat a 2012. évi nyári olimpiai játékokon

A 2012. évi nyári olimpiai játékokon a torna férfi lólengésgyakorlat versenyszámának selejtezőjét július 28-án, a döntőjét augusztus 5-én rendezték. A versenyt a Magyarországot képviselő Berki Krisztián nyerte meg.

## Eredmények

### Döntő
- Azonos összpontszám esetén a jobb kivitelezési pontszám döntött.

| Helyezés | Név                 | Nemzet               | Neh.  | Kiv.  | bünt | Össz   |
| -------- | ------------------- | -------------------- | ----- | ----- | ---- | ------ |
| Arany    | Berki Krisztián     | Magyarország (HUN)   | 6,900 | 9,166 | 0,00 | 16,066 |
| Ezüst    | Louis Smith         | Nagy-Britannia (GBR) | 7,000 | 9,066 | 0,00 | 16,066 |
| Bronz    | Max Whitlock        | Nagy-Britannia (GBR) | 6,600 | 9,000 | 0,00 | 15,600 |
| 4.       | Alberto Busnari     | Olaszország (ITA)    | 6,600 | 8,800 | 0,00 | 15,400 |
| 5.       | Cyril Tommasone     | Franciaország (FRA)  | 6,500 | 8,641 | 0,00 | 15,141 |
| 6.       | Vitalii Nakonechnyi | Ukrajna (UKR)        | 6,300 | 8,466 | 0,00 | 14,766 |
| 7.       | David Belyavskiy    | Oroszország (RUS)    | 6,300 | 8,433 | 0,00 | 14,733 |
| 8.       | Hidvégi Vid         | Magyarország (HUN)   | 6,399 | 8,000 | 0,00 | 14,300 |